# إي أتس سي ريد بل ميونخ
إي أتس سي ريد بل ميونخ هو نادي هوكي الجليد ألماني،صعد إلى الدوري الألماني في 2010 وأستطاع الحصول على لقب الدوري 3 مرات.